# Faiditus cubensis
Faiditus cubensis är en spindelart som först beskrevs av Harriet Exline och Levi 1962.  Faiditus cubensis ingår i släktet Faiditus och familjen klotspindlar.
Artens utbredningsområde är Kuba. Inga underarter finns listade i Catalogue of Life.